# ارتعاش انگشت سفید

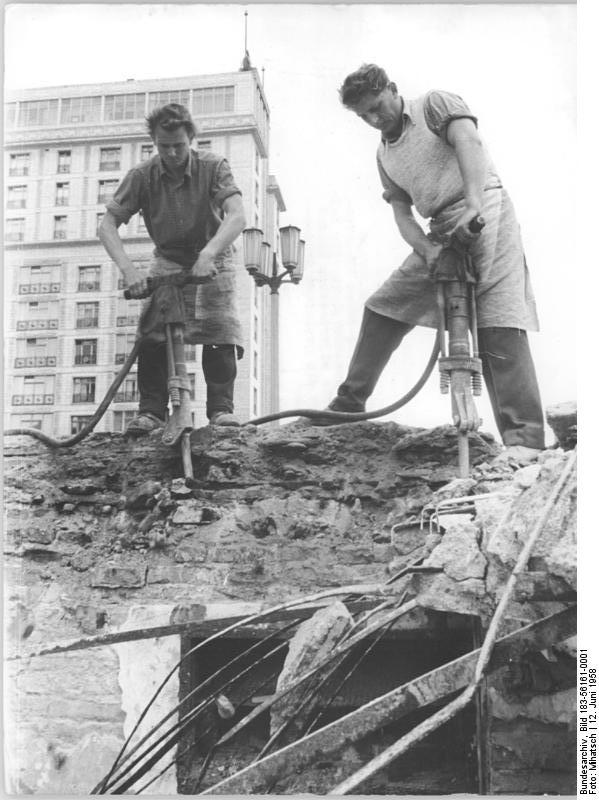
ساخت میدان اشتراوسبرگر، کارگران ساختمانی در برلین (شرقی)، چکش‌های بادی، ژوئن ۱۹۵۸ (کار با ابزار آلات صنعتی یکی از دلایل ابتلا به سندروم ارتعاش انگشت سفید)

ارتعاش انگشت سفید (به انگلیسی: Vibration white finger - به اختصار VWF) که به عنوان سندرم لرزش دست و بازو (HAVS) یا انگشت مرده شناخته می شود. نوعی فرم دوم از سندرم رینود است ، یک آسیب صنعتی که با استفاده مداوم از ماشین های دستی لرزشی ایجاد می شود. استفاده از اصطلاح ارتعاش انگشت سفید به طور کلی در استفاده حرفه ای با استفاده از مفهوم گسترده تر HAVS جایگزین شده است، اگرچه هنوز هم توسط عموم مردم استفاده می شود. علائم ارتعاش انگشت سفید جزو علائم سندرم لرزش دست و بازو ( hand-arm vibration syndrome) که به اختصار HAVS، قرار دارد.
HAVS یک بیماری صنعتی شناخته شده گسترده است که دهها هزار کارگر را مبتلا می کند. این نوعی اختلال است که بر رگهای خونی، اعصاب، ماهیچه ها و مفاصل دست، مچ و بازو تأثیر می گذارد. که بیشتر به شکل ارتعاش انگشت سفید (VWF) نمایان می شود، VWF اصطلاحی است که توسط شورای مشاوره آسیب های صنعتی در سال ۱۹۷۰ ارائه شده است. آسیب می تواند در فرکانس های بین ۵ تا ۲۰۰۰ هرتز رخ دهد اما بیشترین خطر برای انگشتان بین ۵۰ تا ۳۰۰ هرتز است. محاسبه ریسک قرار گرفتن در شرایطی که منجر به بوجود آمدن این عارضه برای دست و بازو می شود با استفاده از استاندارد ISO 5349-1 محاسبه می شود، که حداکثر آسیب بین ۸ تا ۱۶ هرتز و خطر کاهش سریع در فرکانس های بالاتر را تعیین می کند. ارزیابی ریسک فرکانس ISO 5349-1 مورد انتقاد قرار گرفته است زیرا با داده های مشاهده ای مطابقت کمی دارد. تحقیقات اخیر نشان می دهد که ارتعاشات با فرکانس متوسط و بالا نیز خطر HAVS را افزایش می دهد.